# 王去疾
王去疾（？—？），西汉外戚，王莽三叔平阿侯王譚之子，王仁之弟，王閎、王向之兄。

## 生平
漢哀帝即位，重用自己的外戚，汉成帝的外家王氏衰废，只有平阿侯王谭的儿子王去疾，汉哀帝为太子时，王去疾为庶子。得到汉哀帝的宠信。汉哀帝即位，王去疾为侍中、骑都尉。汉哀帝以王氏没有在位者，于是用旧恩亲近王去疾，再进封其弟王闳为中常侍，王闳岳父萧咸，前将军萧望之的儿子，久为郡守，因病而免，这时被任命为中郎将。